# Gilbert Marshal, IV conte di Pembroke
Gilbert Marshal, IV conte di Pembroke, (1194 – Ware, 27 giugno 1241), è stato un nobile inglese.

## Biografia
Era il terzo figlio di William Marshal, I conte di Pembroke, e di Isabella di Clare, IV contessa di Pembroke, la figlia di Richard de Clare.
Gilbert ottenne i titoli di conte di Pembroke e di conte maresciallo di Inghilterra l'11 giugno 1234, alla morte del suo fratello maggiore Riccardo, che morì senza figli.
Si sposò il 1º agosto 1235 a Berwick-upon-Tweed con Marjorie di Scozia (1200 – 17 novembre 1244), figlia di re Guglielmo di Scozia. Dal loro matrimonio non nacquero figli.
Da una signora sconosciuta Gilbert ebbe una figlia illegittima, Isabel, che si sposò con Rhys ap Maeldon Fychan.
Gilbert fu casualmente ucciso il 27 giugno 1241 durante un torneo a Ware, che il re Enrico III aveva espressamente proibito, poiché non voleva che alcuno dei suoi sudditi ne uccidesse un altro in uno sport.
Gilbert fu disarcionato dal suo cavallo e il suo piede restò impigliato nella staffa, cosicché fu trascinato sul terreno per una certa distanza, morendo poi a conseguenza delle ferite riportate.
Egli fu sepolto nella Temple Church vicino a suo padre.
Il suo titolo passò al suo fratello minore Walter un anno dopo la sua morte.
Walter non fu immediatamente confermato come conte di Pembroke e conte maresciallo a causa della rabbia del re nei confronti della disobbedienza di Walter agli ordini reali, poiché anch'egli aveva preso parte al torneo in cui morì Gilbert.